# لقمانيات
هي مجموعة من الثدييات الحقيقية ذوات الحافر التي عاشت بين حقبتي البالوسين والعصر الطباشيري وانقرضت قبل 30 مليون سنة، ويزعم العلماء أن الفروق بدأت تظهر في تلك الفترة بين حيوانات هذه الرتبة وبدأت تنقسم بين عواشب آكلات النبات وقوارات آكلات النبات والحيوان.